# Ken Jay
Kenneth „Ken Jay“ Lacey (* 10. června 1971) je americký bubeník a zakladatel skupiny Static-X.
Spolu s Waynem Staticem působil v kapele Deep Blue Dream, ze které se později zformovala kapela Static-X. Se Static-X nahrál dvě alba: Wisconsin Death Trip a Machine. Před nahráváním desky Shadow Zone ale kapelu opustil. Žádný oficiální důvod jeho odchodu z kapely nebyl nikdy zveřejněn, ale spekulovalo se o hudebních rozporech nebo neshodách s Waynem. Po odchodu zamířil do skupiny Godhead a poté, co odešel i z ní, se dlouhou dobu držel v ústraní. V roce 2009 se neúspěšně ucházel o místo v koncertní sestavě kapely kytaristy Korn Briana Head Welche s názvem Love and Death.